# رنه فریر
رنه فریر (به فرانسوی: René Ferrier) بازیکن فوتبال و هافبک اهل فرانسه است که از سال ۱۹۵۸ تا ۱۹۶۴ میلادی عضو تیم ملی فوتبال فرانسه بوده‌است. وی در ۲۴ بازی ملی حضور داشته است و در بازی‌های ملی‌اش گلی به ثمر نرساند.